# Metro Dubai

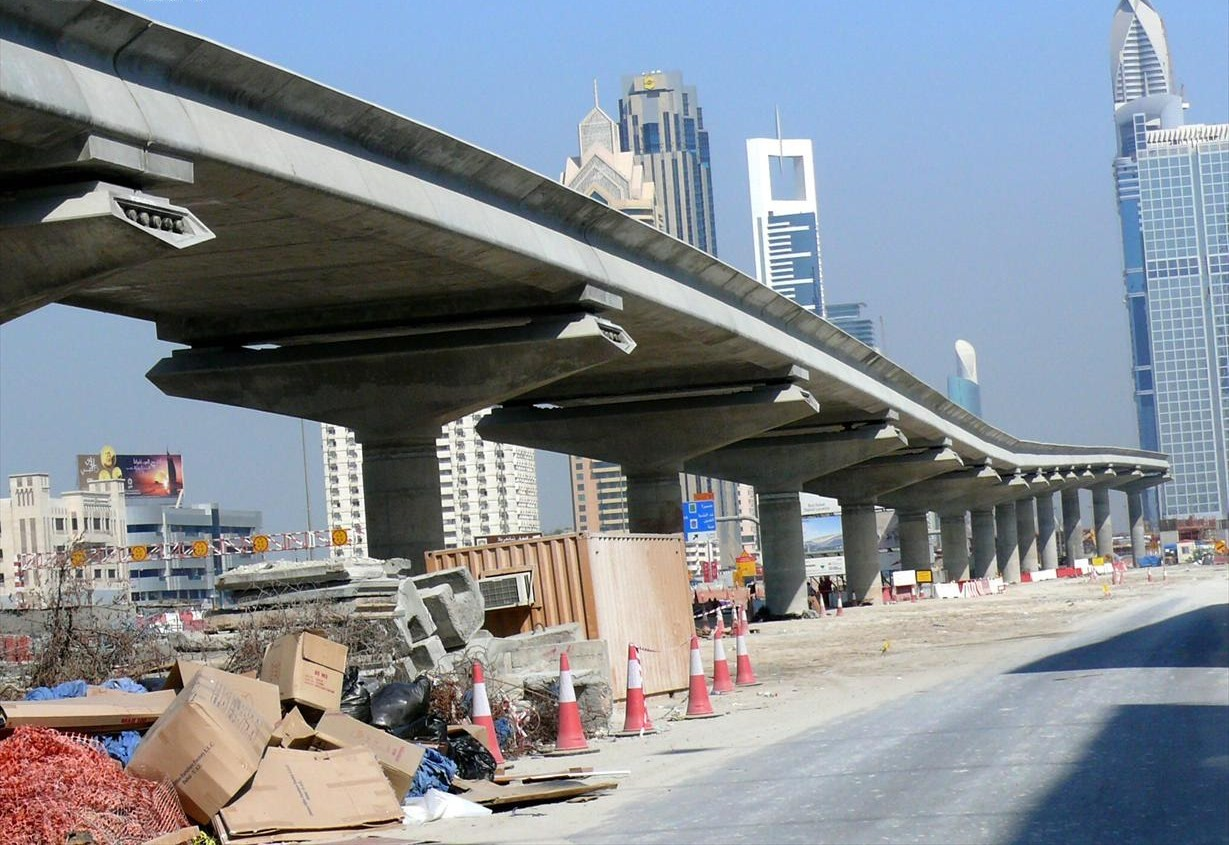
Viaduktstrecke der Dubai Metro in Bau (November 2007)

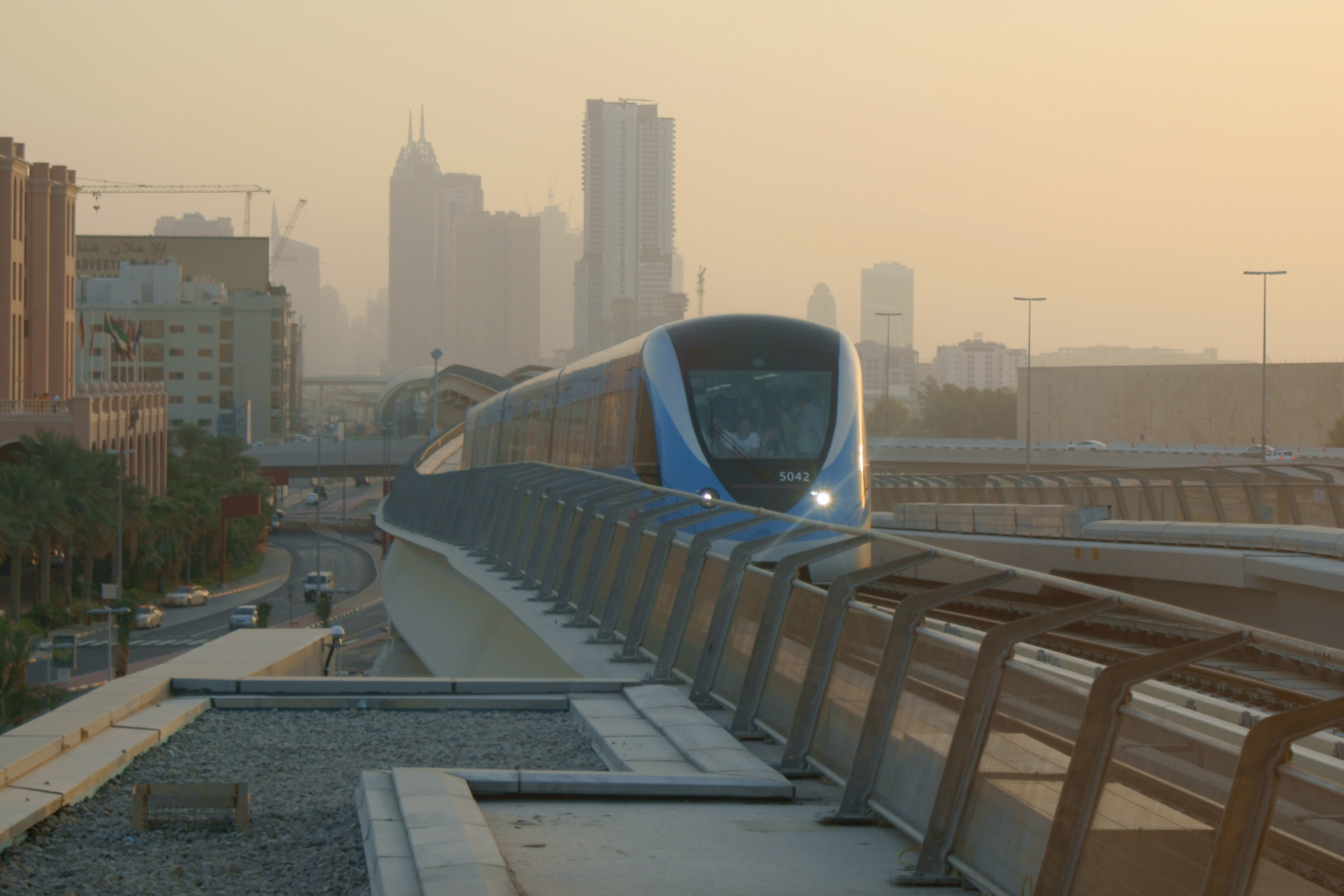
Zug der Metro Dubai am Eröffnungstag 10. September 2009

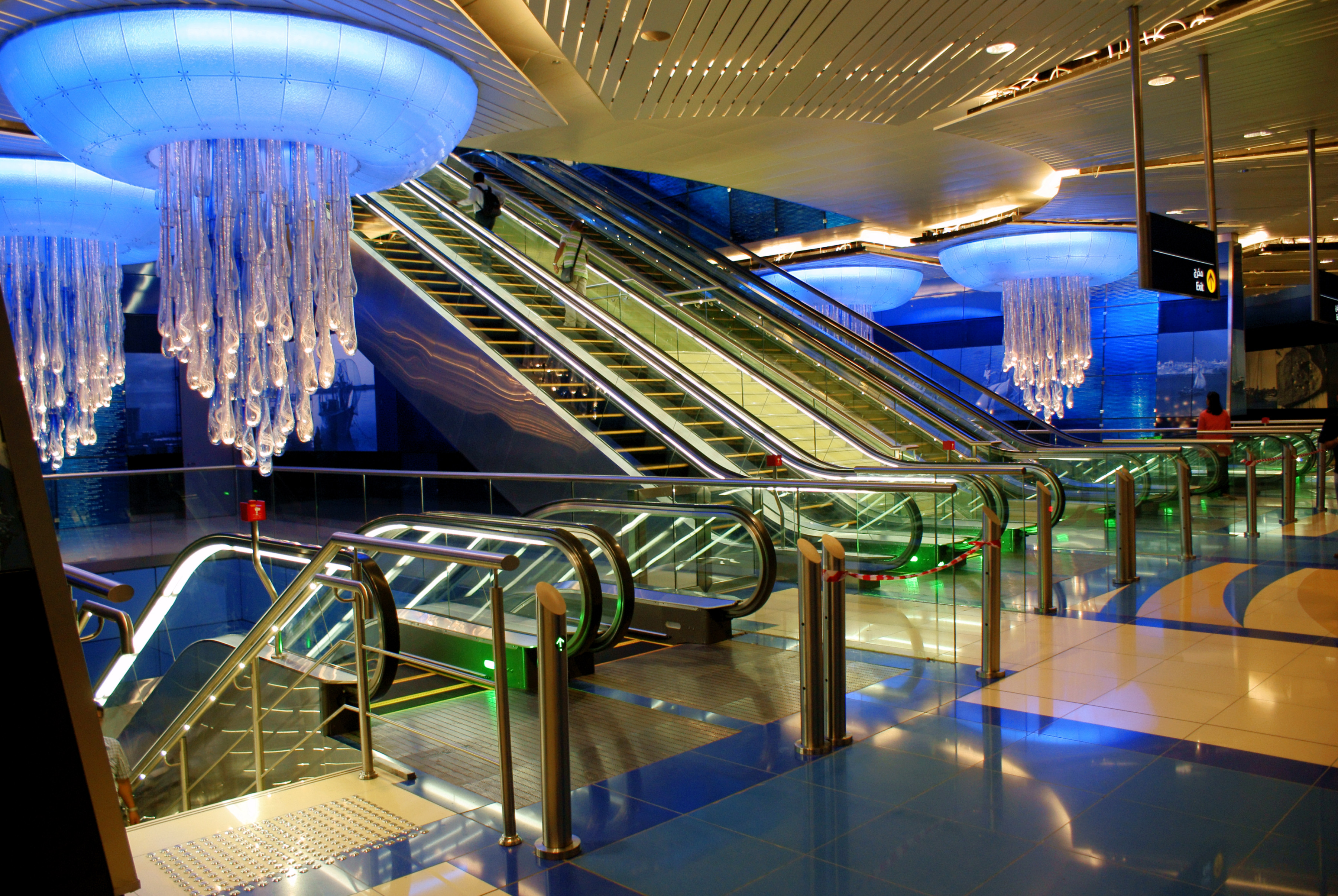
Transitstation BurJuman (damals Khaleed bin Waleed), September 2009

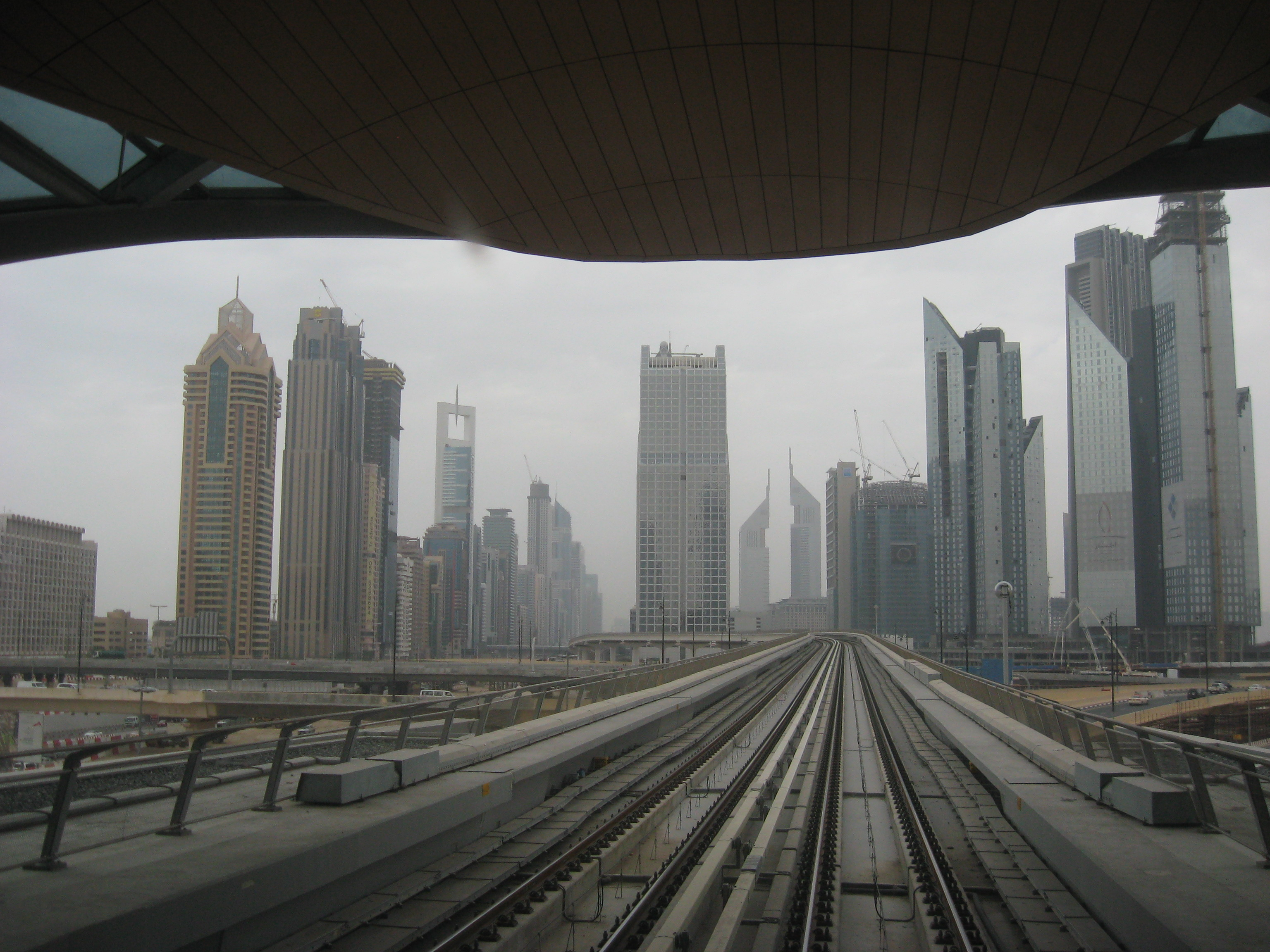
Hochbahntrasse Richtung Financial Centre, März 2010

Als Metro Dubai (arabisch مترو دبي Metrō Dubayy, englisch Dubai Metro) wird das U-Bahn-Netz der Metropole Dubai in den Vereinigten Arabischen Emiraten bezeichnet. Es ist das historisch vierte U-Bahn-Netz im Nahen Osten und wird vollautomatisiert und gänzlich fahrerlos auf einem Streckennetz mit aktuell zwei Linien in 1435-mm-Normalspurweite betrieben. Das Netz ist ein wichtiger Teil des Schienenverkehrs in den Vereinigten Arabischen Emiraten.

## Geschichte

### Bauphase
Der Baubeginn erfolgte im Oktober 2005 durch ein Konsortium japanischer Unternehmen. Eine Teileröffnung mit zunächst zehn Haltestellen des ersten Bauabschnitts der Red Line fand am 9. September 2009 statt. Am 9. September 2011 folgte die spangenartige kürzere Green Line mit zunächst 16 Stationen.
Die anfänglich veranschlagten Baukosten des Systems wurden mit etwa 15,5 Milliarden VAE-Dirham (etwa 3,8 Milliarden Euro) und die jährlichen Unterhaltskosten mit umgerechnet 133 Millionen Euro beziffert. Ende August 2009 teilte die staatliche Straßen- und Transportbehörde RTA mit, dass 50–60 % der ursprünglichen Planung geändert und ergänzt worden seien, was zu einer Kostensteigerung von 80 % auf 28 Milliarden Dirham (5,7 Milliarden Euro) führen werde. Die Kostensteigerung soll vor allem aus nicht eingeplanten Zusatzbauten wie weiteren Großparkhäusern, veränderten Zuführungsbauwerken, schwierigeren Straßen- und Brückenanpassungen, neuen Busbuchten und Haltestellen der Zubringerlinien, Qualitätsverbesserungen der Stationen sowie der nachträglichen Streckenverlängerung der Grünen Linie um sieben Kilometer entstanden sein. Letztendlich beliefen sich die Baukosten der Roten und Grünen Linie auf umgerechnet knapp 7 Milliarden Euro.
Die am Bau der Metro Dubai beteiligten japanischen Firmen hatten die Arbeiten Anfang 2010 vorübergehend gestoppt. Grund hierfür waren ausbleibende Zahlungen an die Firmen, berichtete am 7. Januar 2010 die japanische Wirtschaftszeitung „Nikkei“. Danach stellten die vier japanischen Konsortialfirmen die Arbeiten ein, um über die Bezahlung zu verhandeln. Die Summe der unbezahlten Rechnungen belief sich laut Nikkei schon Ende Oktober 2009 auf umgerechnet 3,6 Milliarden Euro. Für die Restarbeiten zur Fertigstellung der Roten Linie wurde zwischen der RTA und den Auftragnehmern eine Vereinbarung getroffen, die auch weitere Nachschüsse öffentlicher Gelder beinhaltete.

### Inbetriebnahme
An den ersten Betriebstagen der zunächst teileröffneten Roten Linie (ab 10. September 2009) gab es verschiedene Probleme. So kam es beispielsweise durch einen technischen Defekt zum Liegenbleiben eines Zuges bei einem Halt. Die Passagiere mussten wieder aussteigen; die Ausfallzeit betrug etwa zwei Stunden. Ein Schienenersatzverkehr entlang der betroffenen Strecke wurde nicht eingerichtet.
Zusätzlich traten mehrere Softwarefehler und Probleme in der Synchronisation der Türöffnungen am Bahnsteig auf. In einigen Stationen kam es außerdem zu Verzögerungen in der Zugbedienung, was weitere Ausfälle von bis zu etwa einer Stunde zur Folge hatte. Es wurden daraufhin an einigen Stationen ständig Ersatzbusse bereitgehalten. Kein Fahrgast sollte länger als 15 Minuten auf seine Weiterfahrt warten.
Die Beschränkung auf zunächst nur zehn Metrostationen löste einige private Initiativen aus: Um die weiter entfernten Stationen zu erreichen, wenn diese kein entsprechendes Zubringerangebot boten, stellte etwa eine Hochschule aus der Dubai Knowledge Village einen Shuttlebus zur Station Mall of the Emirates in etwa 4,4 Kilometern Entfernung zur Verfügung.

### Erfahrungen
16 Tage nach Inbetriebnahme wurde die erste Million Passagiere gezählt. Davon wurden bereits zahlreiche Fahrgäste als echte Umsteiger vom PKW auf das neue Transportmittel identifiziert. Die Masse der Nutzer sind jedoch – wie erwartet – Umsteiger von Omnibuslinien und Taxis. Nach einem Monat Betrieb hatten gut 1,7 Millionen Fahrgäste die Metro benutzt, d. h. rechnerisch war jeder Einwohner Dubais einmal eingestiegen.
Zum 1. Mai 2010 stellte Dubais Straßen- und Transportbehörde RTA einige bisher sehr gut benutzte Buslinien zwischen der Innenstadt und dem Außenbezirk Jebel Ali ein. Dies wurde damit begründet, dass es sich um Parallelverkehr mit der Metro handele. Die vor allem von Berufspendlern benutzten Buslinien hatten jedoch meist eine kürzere Fahrzeit als ein durch zum Teil mehrmaliges Umsteigen verlängerter Weg mit Einbindung der Metro. Den Protesten der Fahrgäste sollte nachgegangen, gegebenenfalls einige Busverbindungen wieder eingerichtet werden.
Rund 30 % der die Metro regelmäßig Nutzenden besitzen einen eigenen PKW, den sie entweder zu Hause oder am Metroeinstieg stehen lassen. Eine deutlich entspannende Wirkung auf die Straßenverkehrssituation habe sich abgezeichnet. Dazu kann allerdings auch die aufgrund der Rezession verminderte Wirtschaftstätigkeit beigetragen haben.
Im Jahr 2013 wurden auf den beiden Metro-Linien 138 Millionen Fahrgäste befördert. Bis 2022 war die Anzahl der jährlich beförderten Passagiere bereits auf 225 Millionen gestiegen.

## Liniennetz

### Übersicht
Die Strecken verlaufen lediglich auf 15,8 km (17,6 %) im Tunnel, der Rest oberirdisch. Tunnelstrecken wurden vor allem in der Innenstadt gebaut, auf den Außenstrecken führt die Metro überwiegend über Rampen auf durchschnittlich etwa vier Meter hohen Viadukten. An einigen Stellen steigt die Hochstrecke bis zu sechs Meter auf, an anderen Stellen wurde – zum Beispiel beim Unterfahren von Brücken – die Fahrbahn auch abgesenkt. Die hierbei auftretenden Steigungen bzw. Gefälle von drei bis vier Prozent werden von den Reisenden kaum bemerkt. Außer einem ebenerdigen Bahnhof liegen alle oberirdischen Haltestellen auf Höhe der Viadukte.
Die Bahnsteigkanten sind mit Bahnsteigtüren ausgerüstet. Dies dient zum einen der Sicherheit, ermöglicht es aber auch, die Bahnsteige auf durchgehend 21 bis 24 °C zu klimatisieren, was wegen der landestypischen hohen Außentemperaturen die Akzeptanz dieses Verkehrssystems erhöhen soll.
Werbewirksame Namensrechte für einzelne Stationen sowie für eine ganze Linie können beim Betreiber erworben werden. Dies hat zur Folge, dass ein Großteil der Stationen nicht wie in anderen vergleichbaren Verkehrssystemen weltweit üblich nach ortsgeografischen Merkmalen benannt sind, sondern die Namen lokaler oder internationaler Unternehmen tragen, was in der Öffentlichkeit mit Skepsis aufgenommen wurde.
| Linie          | Endstationen                                    | Endstationen                                    | Eröffnung         | Länge    | Stationen |
| -------------- | ----------------------------------------------- | ----------------------------------------------- | ----------------- | -------- | --------- |
| Rote Linie     | Centrepoint                                     | – UAE Exchange                                  | 9. September 2009 | 52,1 km  | 29        |
| Rote Linie     | Centrepoint                                     | – Expo 2020 („Route 2020“)                      | 1. Januar 2021    | 15,0 km  | 6         |
| Grüne Linie    | Etisalat by e& – Creek                          | Etisalat by e& – Creek                          | 9. September 2011 | 22,5 km  | 18        |
| Blaue Linie    | Academic City                                   | – Creek                                         | 2029 geplant      | 30,0 km  | 14        |
| Blaue Linie    | Academic City                                   | – Centrepoint                                   | 2029 geplant      | 30,0 km  | 14        |
| Violette Linie | Flughafen Dubai – Flughafen Dubai-World Central | Flughafen Dubai – Flughafen Dubai-World Central | geplant           | 49,0 km  | 8         |
| Summe:         | Summe:                                          | Summe:                                          | Summe:            | 168,6 km | 75        |

### Eröffnete Linien

#### Red Line
Die Rote Linie ist in ihrem aktuellen Ausbauzustand 67,1 km lang, davon 7,9 km im Tunnel, und verläuft zwischen den Endstationen UAE Exchange nahe dem Hafen Dschabal Ali bzw. dem Ausstellungsgelände der Expo 2020 im Südwesten der Stadt und Centrepoint im Stadtteil Al Rashidiya, etwa 2 km südöstlich des Flughafens Dubai International.
Am 9. September 2009 wurde nach Bauverzögerungen ein erster Teil der Strecke mit zehn Stationen eröffnet, weitere Abschnitte folgten am 28. April 2010 und in den Jahren 2011 bis 2013. Im Rahmen der Planungen für die in Dubai stattfindende Weltausstellung „Expo 2020“ wurde im Dezember 2015 eine erneute Erweiterung der Red Line, die sogenannte „Route 2020“, angekündigt und eine Eröffnung zunächst im Sommer 2019 anvisiert. Der Bau des neuen Streckenastes begann im Jahr 2016; die Inbetriebnahme erfolgte schrittweise zum 1. Januar und 1. Juni 2021. Die Neubaustrecke ist 15 km lang, wovon 11,8 km oberirdisch und 3,2 km in Tunneln verlaufen, und zweigt nach Passieren der Station Jabal Ali in Richtung der Expo 2020 nahe des neuen Flughafens Dubai World-Central von der bestehenden Roten Linie ab.
Langfristig ist zudem eine Verlängerung der Strecke über die Station UAE Exchange hinaus bis zur Grenze des Emirats Abu Dhabi im Gespräch. Da mit der Abu Dhabi Metro ein vergleichbares System geplant ist, gäbe es die Möglichkeit für durchgehende Züge.
Die Station Union im Stadtteil Deira ist der flächengrößte unterirdische Metrobahnhof der Welt: 230 mal 50 Meter auf drei Etagen. Zum Zeitpunkt ihrer Eröffnung war die Red Line der Metro Dubai laut Guinness World Records 2011 die längste U-Bahn-Linie mit fahrerlosen Zügen.

#### Green Line
Die Grüne Linie ist 22,5 km lang (davon 7,9 km im Tunnel). Sie verläuft zwischen den Endstationen Etisalat by e& und Creek U-förmig um den Flughafen Dubai und den Khor Dubai herum. Die Green Line hat insgesamt 18 Stationen (davon acht im Tunnel) und wurde am 9. September 2011 – exakt zwei Jahre nach der Red Line – eröffnet. Mit der Roten Linie gibt es zwei gemeinsame Transitstationen: Union im Stadtteil Deira und BurJuman im Stadtteil Bur Dubai.

### Linie im Bau

#### Blaue Linie
Der Baubeginn für die erste als Blaue Linie bezeichnete Strecke erfolgte im März 2009, wurde jedoch bereits im Oktober 2009 wegen der Wirtschaftskrise wieder gestoppt. Mit einer damals geplanten Länge von 47 km sollte diese Strecke zunächst weit ab des Stadtzentrums in den neuen südlichen Stadtteilen verlaufen und die beiden internationalen Verkehrsflughäfen Dubai International und Dubai-World Central miteinander verbinden.

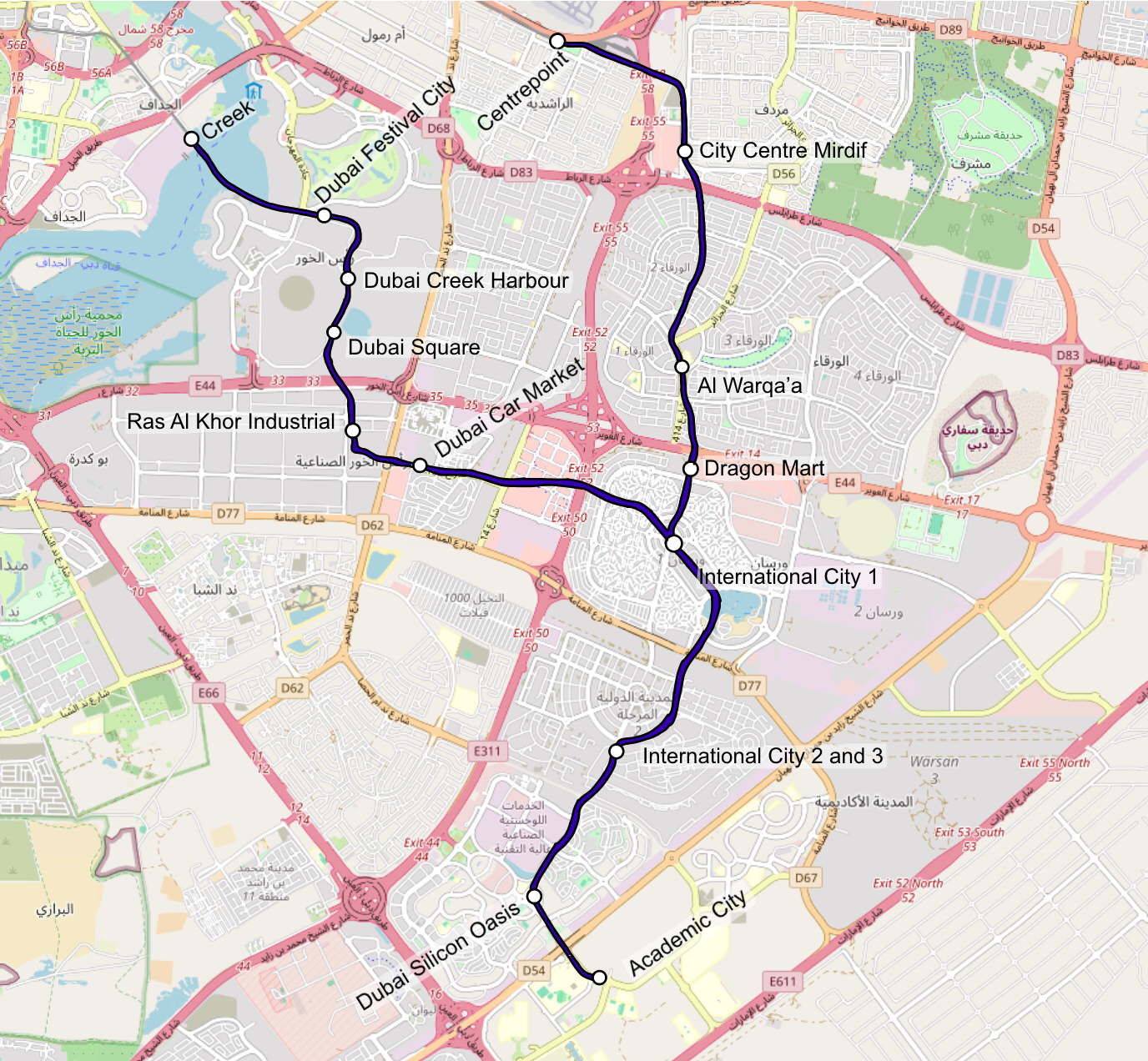
Blaue Linie, Planungsstand 2023

Im November 2023 wurden die bisherigen Planungen fallen gelassen und ein komplett neues Streckendesign vorgestellt. Die Blaue Linie soll jetzt nicht mehr die beiden Flughäfen miteinander verbinden, stattdessen wird sie 30 km lang sein und vom Südosten der Stadt von der Haltestelle Dubai International Academic City in den Nordwesten fahren mit einer Gabelung etwa auf halber Streckenlänge. Somit verkehren die Züge von Südosten kommend abwechselnd zu den Stationen Creek oder Centerpoint. Der Baubeginn erfolgte 2024, die Fertigstellung ist für September 2029 geplant. Es gibt Umsteigemöglichkeiten zur Grünen und Roten Linie sowie zum Netz von Etihad Rail. Sieben Stationen werden als Hochbahnhöfe errichtet, fünf Stationen unterirdisch.

### Linien in Planung
Neben der Blauen Linie gibt es im zweiten Bauabschnitt Pläne für weitere Strecken. Dubais staatliche Verkehrsbehörde Roads and Transport Authority (RTA) hatte eine mittelfristige Umsetzung der Planung für den öffentlichen Personenverkehr auf Schienen genannt: Um 2030 sollte das Metronetz 420 Kilometer umfassen. Das wurde angesichts des schweren Einschnitts durch die Weltfinanzkrise ab 2007 bereits damals stark angezweifelt.

#### Violette Linie
Bei der Violetten Linie, die als 49 km lange „Expresslinie“ besonders dringlich erschien, ist der Baustart auf unbestimmte Zeit verschoben worden. Sie sollte relativ innenstadtfern wie auch die ursprüngliche Blaue Linie vor allem die beiden Flughäfen mit einem binnenländischen Verlauf entlang der Sheikh Mohammed bin Zayed Road verbinden. Mit nur acht Stationen wurde sie für eine höhere Spitzengeschwindigkeit zwischen 135 und 160 km/h konzipiert. An drei zentralen Stationen war jeweils ein Check-in-Schalter für Fluggäste vorgesehen, die Gesamtfahrzeit sollte nur 40 Minuten betragen.

#### Weitere Linien
Darüber hinaus wird netzergänzend über eine Pink Line und eine Gold Line (bis Januar 2013: Yellow Line) nachgedacht, deren genaue Streckenführungen jedoch noch nicht festgelegt sind. Ferner ist geplant, die beiden großen außenliegenden Urbanisationsprojekte Palm Deira im Osten und die im äußersten Westen liegende Dubai Waterfront durch Streckenverlängerungen anzuschließen.

## Fahrzeuge

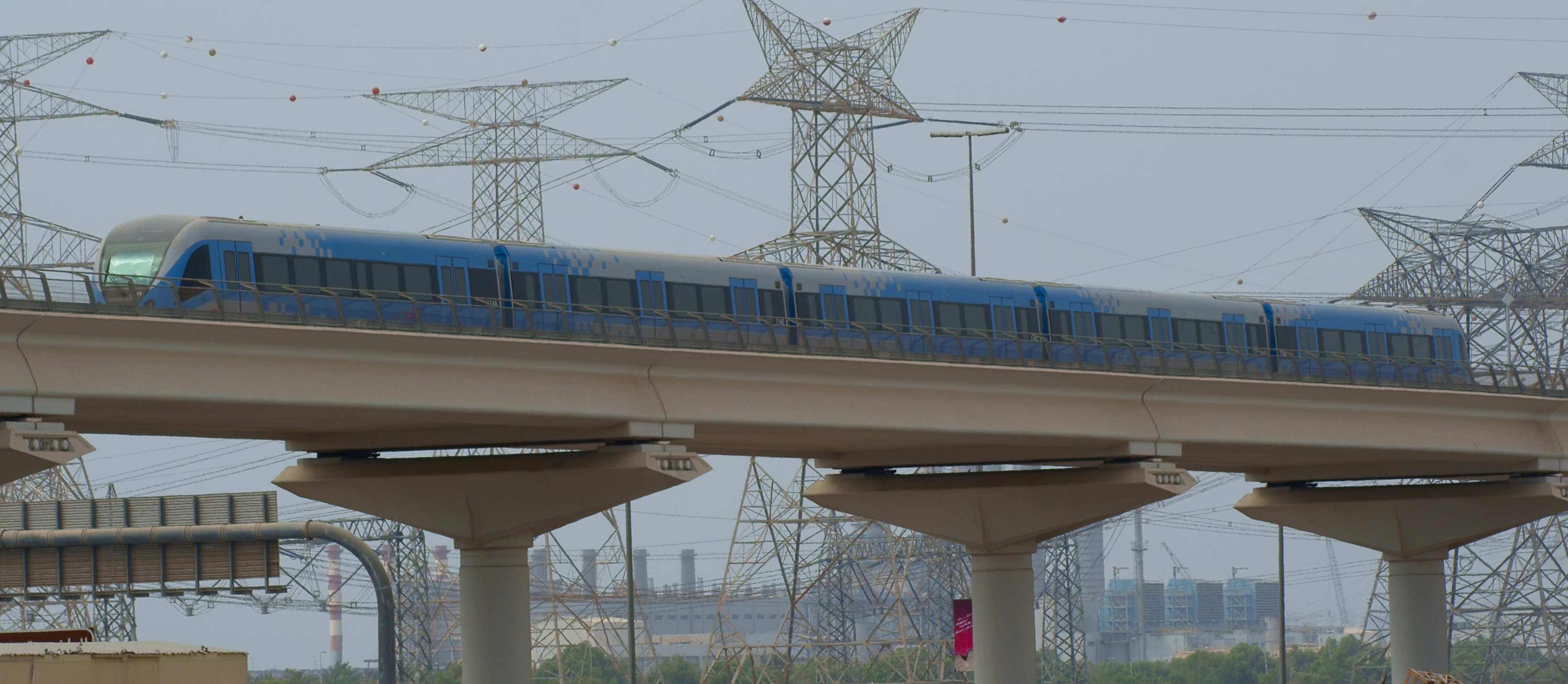
Fünfteiliger Regelzug im Testbetrieb, Juli 2009

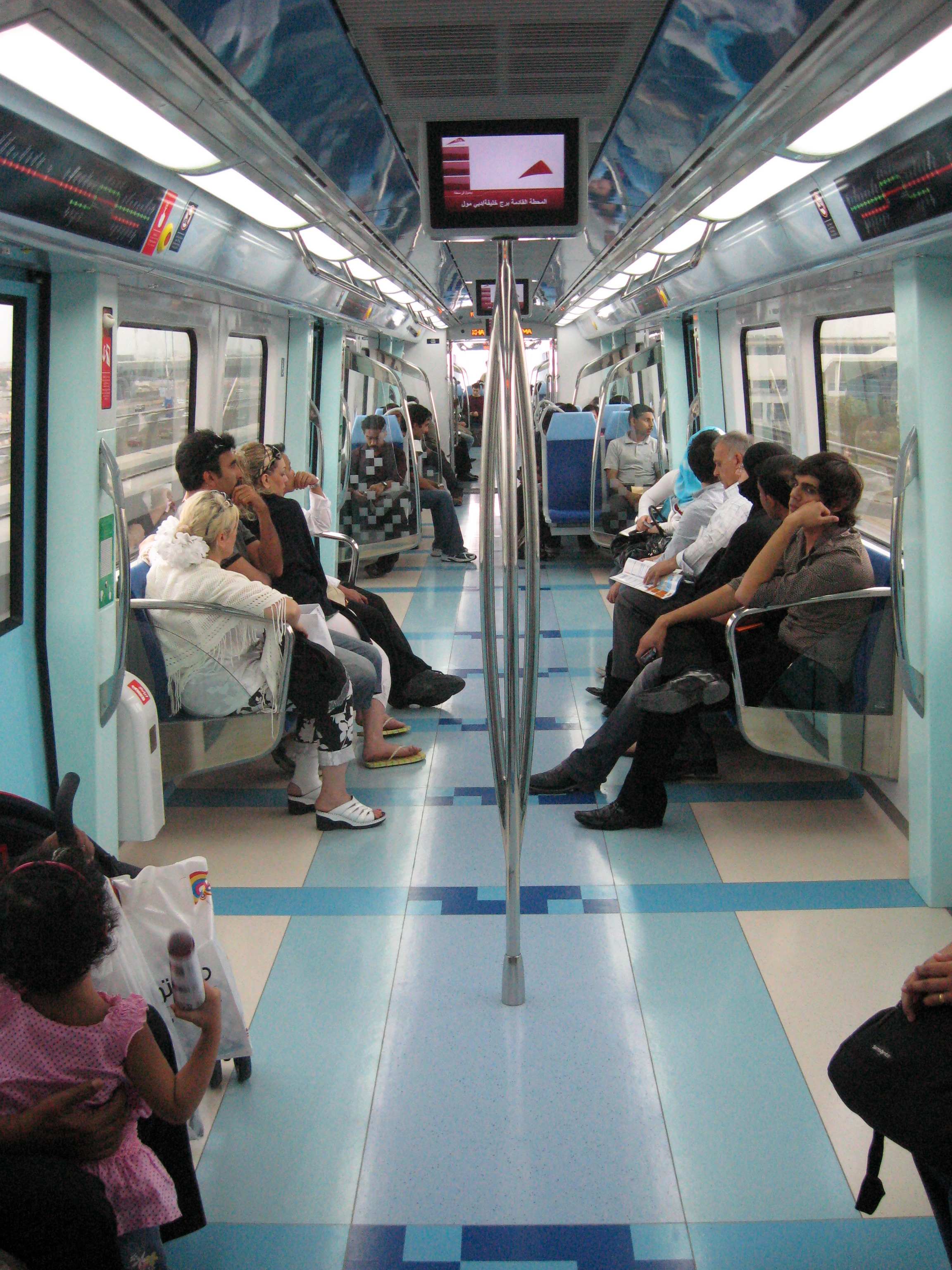
Innenansicht eines Zuges

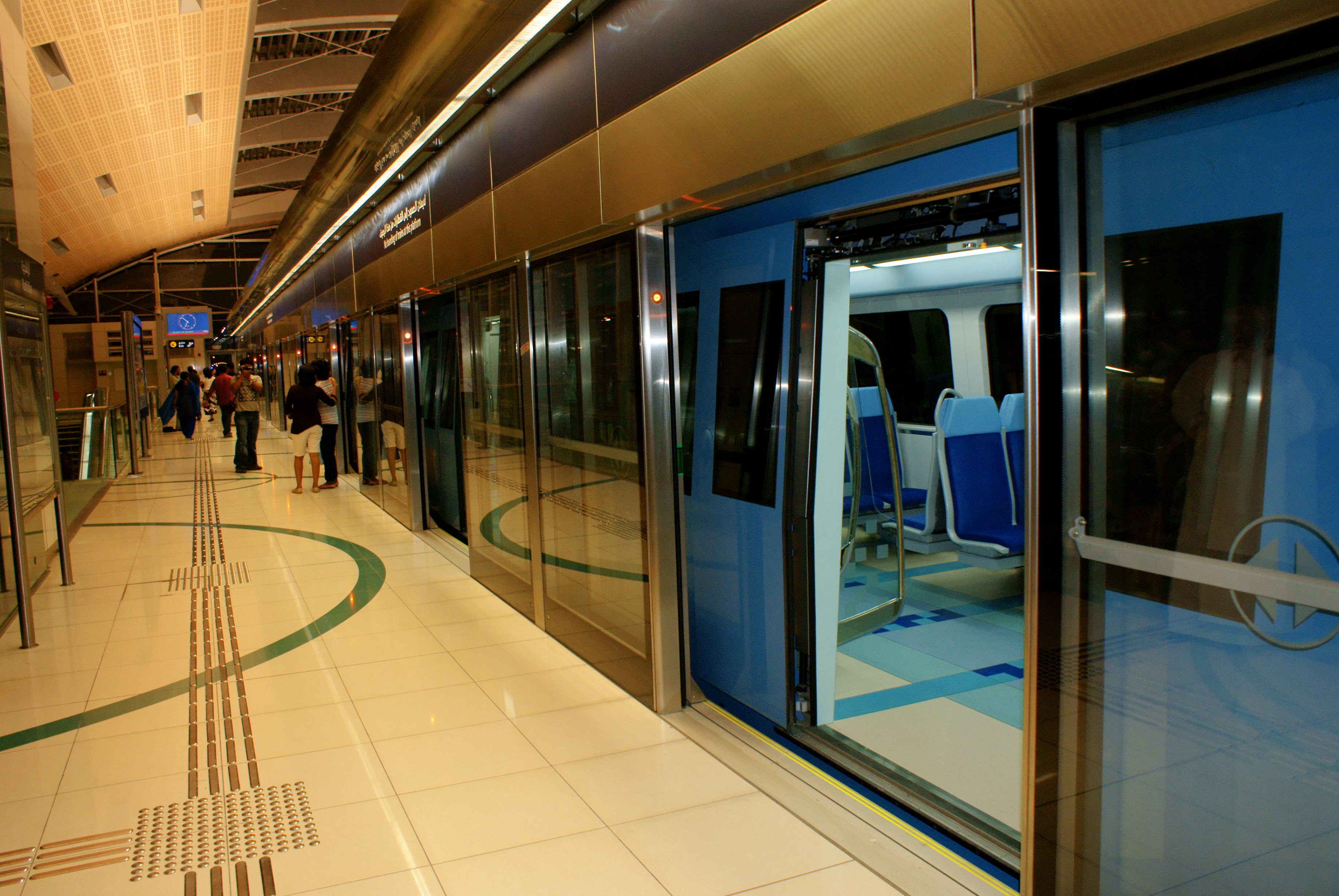
Endstation Centrepoint (damals: Rashidiya) mit geöffneten Bahnsteigtüren, September 2009

Der Fuhrpark der Metro Dubai bestand anfangs aus 79 fahrerlosen fünfteiligen Triebwagen von je 85 Metern Länge. Sie wurden von der japanischen Firma Kinki Sharyō geliefert, haben eine Kapazität von 643 Fahrgästen pro Zug (davon jedoch nur relativ wenig auf Sitzplätzen) und tragen die Nummern 5001–5079. Die Stromzuführung erfolgt über eine Stromschiene parallel zum Hauptgleis.
Im Zusammenhang mit dem Bau der Zweigstrecke zum Gelände der „Expo 2020“ begann ab November 2018 die Auslieferung von 50 neuen Zügen. Diese wurden von Alstom produziert und verfügen im Vergleich zur ersten Baureihe über eine auf 696 Personen pro Zug erhöhte Kapazität, digitale Linienverlaufsanzeigen, ein verbessertes Beschleunigungs- und Bremsverhalten sowie eine leistungsfähigere Klimatisierung.
Die Züge weisen ein für U-Bahn- bzw. Metro-Systeme eher untypisches Zuglayout mit drei unterschiedlichen Bereichen auf:
- 1. Wagenklasse (Gold Class) im äußeren Abschnitt eines der beiden Endwagen
- Frauenabteil exklusiv für Frauen und Kinder ursprünglich im übrigen Teil desselben Endwagens. Dieses Abteil wird seit Juli 2019 sukzessive in allen Zügen in den anderen Endwagen verlegt.
- 2. Wagenklasse (Silver Class).[1]

Die planmäßig gefahrene Höchstgeschwindigkeit beträgt 90 km/h (bis 110 km/h wären technisch möglich). Während des normalen Betriebs beträgt die Durchschnittsgeschwindigkeit 45–50 km/h.

## Verkehrsverbund und Tarifsystem
Die staatliche Straßen- und Transportbehörde RTA sieht in der Metro das Rückgrat eines Verkehrsverbundes zwischen Schiene, Straße und Fähren. Mit einer Verbundfahrkarte ist die Nutzung aller drei öffentlichen Verkehrsnetze möglich. An einigen Knoten- und Endpunkten der Metro werden Großparkplätze oder Parkhäuser mit 3.000 bis 6.000 Stellplätzen angelegt; die Parkgebühr ist im Fahrpreis enthalten. Auf diese Weise sollen die Staus auf den Hauptstraßen Dubais vermindert werden. Von den Metrostationen werden schrittweise 41 neue Zubringerbuslinien eingerichtet, die mit 500 Omnibussen zu den angrenzenden Wohn-, Arbeits- und sonstigen Zielgebieten betrieben werden sollen. Der erforderliche Fußweg soll auf maximal 500 Meter begrenzt werden. Ende September 2009 wurde im Zusammenhang mit der Inbetriebnahme der ersten Metro-Teilstrecke ein Kooperationsabkommen mit dem größten privaten Taxiunternehmen Dubai Taxi Corporation abgeschlossen. Es wurde vereinbart, dass ständig bis zu 300 Taxis mit besonders geschulten Fahrern an den Metrostationen bereitgehalten werden, im Gegenzug sorgt die RTA für ausreichend Stellplätze. Damit soll die Konkurrenzsituation zwischen Taxiunternehmen und dem erstarkten ÖPNV entschärft werden. Im Vorfeld der Metroeröffnung hatte es Befürchtungen vor existenzgefährdenden Umsatzeinbußen im Taxigewerbe gegeben.
Neben der Metro, den Buslinien, den Taxis und den verschiedenen Beförderungsmitteln auf dem Dubai Creek (Abras, Wassertaxis und Fähren) wird das Verkehrssystem in Dubai durch zwei weitere schienengebundene Angebote ergänzt:
- die Dubai Monorail, eine 2009 eröffnete, privat betriebene Einschienenbahn mit überwiegend touristischer Bedeutung, die als Stichstrecke vom Festland auf die Palmeninsel Palm Jumeirah führt. Ein Anschluss an die Rote Linie der Metro sowie sechs weitere, ebenfalls an Metrostationen ansetzende Strecken sind geplant, wurden jedoch aufgrund der Wirtschaftskrise bisher (Stand: Februar 2024) nicht ausgeführt.
- die Dubai Tram, eine 2014 eröffnete, aktuell 9,5 Kilometer lange Straßenbahn mit einer Linie von Madinat Jumeirah zur Dubai Marina. Nach dem ÖPNV-Entwicklungsplan 2020 kommt der Straßenbahn neben der Metro eine bedeutende Rolle zu. Eine Verlängerung in Richtung Nordosten zur Mall of the Emirates und bis in die Altstadt Dubais wird erwogen.

Um die Popularität der Metro zu steigern wird diese staatlich subventioniert, sodass die Nutzung des ÖPNV in Dubai insgesamt vergleichsweise günstig ist. Das Tarifsystem ist in sieben Entfernungszonen (1–7) unterteilt. Für Gelegenheitsfahrer existiert eine als Red Ticket bezeichnete Papierfahrkarte, die 2 VAE-Dirham (AED) kostet, maximal 90 Tage gültig ist und mit der mehrere Einzelfahrten oder Tagespässe gebucht werden können. Der Tagespass kostet mit dem Red Ticket für alle Tarifzonen in der Silver Class 20 AED (ca. 5,50 Euro), in der Gold Class das Doppelte.
Für eine häufige Nutzung oder bei längerem Aufenthalt kann an den Metrostationen ein als NOL-Card bezeichneter, elektronisch abbuchbarer und wiederaufladbarer Verbundpass erworben werden. Der Kaufpreis beträgt 25 AED (ca. 6,90 Euro), worin bereits 19 AED (ca. 5,20 Euro) Fahrguthaben enthalten sind. Die Fahrpreise mit der NOL-Card sind um etwa 25 % vergünstigt und belaufen sich in der Silver Class auf 3 AED ≈ 0,85 Euro (für eine Einzelfahrt innerhalb einer Zone) bis 7,50 AED ≈ 2 Euro (für eine Einzelfahrt durch mehr als 2 Zonen). In der Gold Class verdoppeln sich die Fahrpreise entsprechend.
Neben den vergünstigten Preisen schließt die NOL-Card auch das kostenlose Parken an einigen P+R Metrostationen ein.
Mit dem Red Ticket sowie der silbernen oder goldenen NOL-Card können alle im Verkehrsverbund der staatlichen Straßen- und Transportbehörde RTA betriebenen öffentlichen Beförderungsmittel (Metro, Tram, Busse, Fähren) genutzt werden. Nicht im Tarifsystem der RTA enthalten ist hingegen die Nutzung der Einschienenbahn Dubai Monorail auf die Palmeninsel Palm Jumeirah. Eine einfache Fahrt kostet hier 20 AED (ca. 5,50 Euro) und ist damit ungleich teurer als der staatlich subventionierte ÖPNV.

## Betrieb

### Betreiber
Obwohl alle Fahrzeuge das Logo der Roads and Transport Authority Dubai (RTA) zeigen, wurde der Betrieb anfangs von der Serco Group, einem britischen Dienstleistungsunternehmen durchgeführt. Seit dem 8. September 2021 firmiert ein französisch-japanisches Konsortium aus Keolis und Mitsubishi Heavy Industries als Inhaber der Betriebskonzession und führt den Betrieb auf beiden Linien im Auftrag der RTA durch.

### Steuertechnik
Die vollautomatische Zugsteuerung SelTrac stammt von der Firma Thales Rail Signalling Solutions. Zum Einsatz kommt dabei die zentral programmgesteuerte NetTrac Kontrolltechnik. Mit der maximal möglichen Zugfolge von 90 Sekunden und einer veranschlagten Geschwindigkeit von 90 km/h benötigt ein kompletter Zugumlauf auf der Roten Linie 2 Stunden 23 Minuten, auf der Grünen Linie 1 Stunde 23 Minuten. Bei vollem Betriebsaubau bietet die Rote Linie mit 51 Zügen zu Spitzenzeiten eine Kapazität von 11.675 Fahrgästen pro Stunde. Theoretisch ließen sich bei höchster Verdichtung mit 106 Zügen 25.720 Menschen pro Stunde befördern. Außerhalb der Spitzenzeiten wird mit größerem Zugabstand gefahren (Anfang 2010 zum Beispiel nur im 10-Minuten-Takt), was bereits zu Gedränge im Berufsverkehr geführt hat. Die Grüne Linie mit maximal 60 Zügen eine Spitzenleistung von 13.380 Fahrgästen pro Stunde erreichen.

### Sicherheit
Der Betrieb einer vollständig fahrerlosen Metro stellt auch besondere Anforderungen an die zu gewährleistende Sicherheit der Passagiere. Die Verkehrsbehörde RTA stattete alle Stationen und Fußgängerbrücken lückenlos mit insgesamt ca. 3.000 Überwachungskameras aus. Auch jeder Metrozug verfügt über mindestens zehn Kameras. Der technische Betriebsablauf wird über das NetTrac-Modul Automatic Train System ATP abgewickelt. Dieses sorgt z. B. dafür, dass die jeweils folgenden Züge gestoppt werden, wenn ein vorausfahrendes Fahrzeug liegen bleibt. Auf der Hochstrecke ist alle 700 Meter ein leiterbestückter Abstiegspunkt für Passagiere im Falle einer Evakuierung vorbereitet.
Der Betriebsablauf wird von zivilem Sicherheitspersonal begleitet. Daneben setzt die Verkehrsbehörde RTA eine speziell für bahnpolizeiliche Aufgabe geschulte, ca. 660 Personen umfassende Einheit der Polizei ein, die illegale Handlungen oder Betriebs- und Verkehrsgefährdungen möglichst verhindern oder verfolgen soll. Einige Beamte sind mit Spürhunden unterwegs, um Rauschgiftbesitz und -handel zu unterbinden.

### Fahrgastverhalten
Das Fahrgastverhalten an den Einstiegspunkten bei starkem Andrang lässt zu wünschen übrig. Es gibt trotz zahlreicher und mit Piktogrammen versehenen Hinweisen an den Bahnsteigen und den Zügen wenig Disziplin der zum Einstieg drängenden Passagiere. Daher wurde angekündigt, das Stationspersonal aufzustocken und noch besser zu schulen.